# Estação Ferroviária de Sendas
A Estação Ferroviária de Sendas, originalmente Estação Ferroviária de Quintela (grafado como "Quintella"), foi uma gare da Linha do Tua, que servia a localidade de Sendas, no concelho de Bragança, em Portugal.

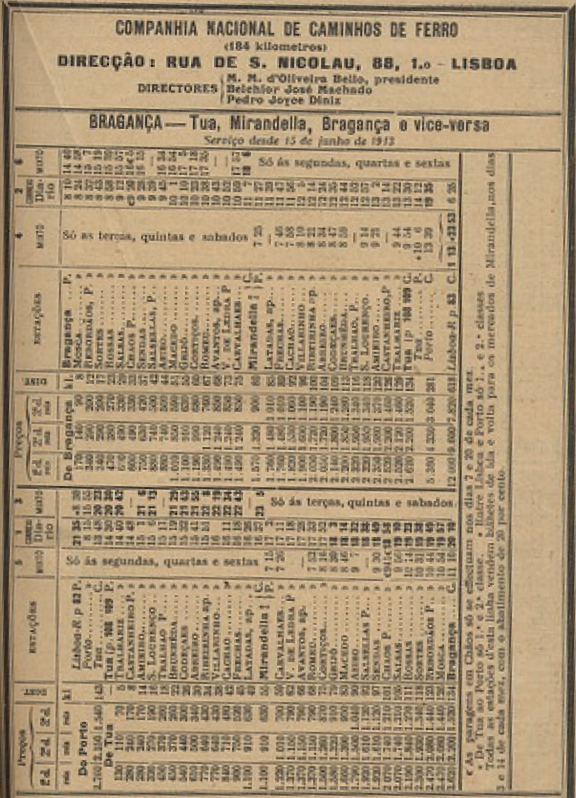
Horário da Linha do Tua em 1913, onde Sendas surge com a categoria de estação.

## Descrição
O edifício de passageiros situa-se do lado sul-sudeste da via (lado direito do sentido ascendente, a Bragança); a fronteira municipal entre Bragança e Macedo de Cavaleiros cruza a via férrea dentro dos limites desta estação (PK 96+733 a +913).

## História
Em Julho de 1905, os trabalhos na Linha do Tua corriam com grande celeridade, esperando-se que nos finais de Setembro ou inícios de Outubro chegasse à estação de “Quintella”, situada junto a Valdrez e Sendas. No entanto, este lanço só abriu à exploração em 18 de Dezembro desse ano, enquanto que o tramo seguinte, até Rossas, entrou ao serviço em 14 de Agosto de 1906.
Em 1939, a Companhia Nacional de Caminhos de Ferro fez obras de restauro nesta estação.

O lanço da Linha do Tua entre Mirandela e Bragança foi encerrado em 15 de Dezembro de 1991.